# Central Hockey League 1992/93
Die Saison 1992/93 war die erste reguläre Saison der Central Hockey League. Die sechs Teams absolvierten in der regulären Saison je 60 Begegnungen. Die Central Hockey League wurde in einer Division ausgespielt. Das punktbeste Team der regulären Saison waren die Oklahoma City Blazers, die in den Finalspielen um den Ray Miron Cup den Tulsa Oilers unterlagen.

## Reguläre Saison

### Abschlusstabellen
Abkürzungen: GP = Spiele, W = Siege, L = Niederlagen, T = Unentschieden, OTL = Niederlage nach Overtime, GF = Erzielte Tore, GA = Gegentore, Pts = Punkte
| Central Hockey League | GP | W  | L  | OTL | GF  | GA  | Pts |
| --------------------- | -- | -- | -- | --- | --- | --- | --- |
| Oklahoma City Blazers | 60 | 39 | 18 | 3   | 291 | 232 | 81  |
| Tulsa Oilers          | 60 | 35 | 22 | 3   | 270 | 230 | 73  |
| Dallas Freeze         | 60 | 31 | 25 | 4   | 276 | 242 | 66  |
| Memphis RiverKings    | 60 | 26 | 27 | 7   | 253 | 272 | 59  |
| Fort Worth Fire       | 60 | 24 | 29 | 7   | 252 | 288 | 55  |
| Wichita Thunder       | 60 | 25 | 33 | 2   | 242 | 320 | 52  |

### Beste Scorer
Abkürzungen: GP = Spiele, G = Tore, A = Assists, Pts = Punkte, PIM = Strafminuten
| Spieler          | Team                  | GP | G  | A  | Pts | PIM |
| ---------------- | --------------------- | -- | -- | -- | --- | --- |
| Sylvain Fleury   | Oklahoma City Blazers | 59 | 48 | 53 | 101 | 24  |
| Doug Lawrence    | Tulsa Oilers          | 57 | 22 | 73 | 95  | 161 |
| Sylvain Naud     | Tulsa Oilers          | 58 | 39 | 48 | 87  | 114 |
| Tom Mutch        | Memphis RiverKings    | 59 | 43 | 38 | 81  | 100 |
| Taylor Hall      | Tulsa Oilers          | 58 | 35 | 45 | 80  | 64  |
| Ken Thibodeau    | Wichita Thunder       | 54 | 40 | 35 | 75  | 87  |
| Wayne Anchikoski | Dallas Freeze         | 57 | 35 | 37 | 72  | 74  |
| Carl Boudreau    | Oklahoma City Blazers | 48 | 27 | 44 | 71  | 109 |
| Daniel Larin     | Oklahoma City Blazers | 48 | 43 | 27 | 70  | 188 |
| Jason Taylor     | Dallas Freeze         | 60 | 38 | 32 | 70  | 210 |

## Ray-Miron-Cup-Playoffs
|  | Ray-Miron-Cup-Halbfinale | Ray-Miron-Cup-Halbfinale | Ray-Miron-Cup-Halbfinale |  |  | Ray-Miron-Cup-Finale | Ray-Miron-Cup-Finale  | Ray-Miron-Cup-Finale |
|  |                          |                          |                          |  |  |                      |                       |                      |
|  |                          |                          |                          |  |  |                      |                       |                      |
|  | 1                        | Oklahoma City Blazers    | 4                        |  |  |                      |                       |                      |
|  | 4                        | Memphis RiverKings       | 2                        |  |  |                      |                       |                      |
|  |                          |                          |                          |  |  | 2                    | Tulsa Oilers          | 4                    |
|  |                          |                          |                          |  |  | 1                    | Oklahoma City Blazers | 1                    |
|  | 2                        | Tulsa Oilers             | 4                        |  |  |                      |                       |                      |
|  | 3                        | Dallas Freeze            | 3                        |  |  |                      |                       |                      |
|  |                          |                          |                          |  |  |                      |                       |                      |

### Ray-Miron-Cup-Sieger
| Ray-Miron-Cup-Sieger Tulsa Oilers | Torhüter: Jamie Loewen, Tony Martino Verteidiger: Mike Berger, Aldo Iaquinta, Tom Karalis, Greg MacEachern, Al Murphy, Jody Praznik, E. J. Sauer Angreifer: Luc Beausoleil, Mark Bourgeois, Shaun Clouston, Tony Fiore, Taylor Hall, Doug Lawrence, Sylvain Naud, Mario Nobili, Kevin Sullivan Cheftrainer: Garry Unger |

## Vergebene Trophäen
| Auszeichnung                                                        | Spieler               | Team                  |
| ------------------------------------------------------------------- | --------------------- | --------------------- |
| Commissioner’s Trophy Bester Trainer                                | Garry Unger           | Tulsa Oilers          |
| Most Valuable Player Bester Spieler der regulären Saison            | Sylvain Fleury        | Oklahoma City Blazers |
| Playoff Most Valuable Player Bester Spieler der Playoffs            | Tony Fiore            | Tulsa Oilers          |
| Rookie of the Year Bester Rookie der regulären Saison               | Robert Desjardins     | Wichita Thunder       |
| Most Outstanding Defenseman Bester Verteidiger der regulären Saison | Dave Doucette         | Dallas Freeze         |
| Most Outstanding Goaltender Bester Torhüter der regulären Saison    | Tony Martino          | Tulsa Oilers          |
| Ken McKenzie Trophy Bester Scorer der regulären Saison              | Sylvain Fleury        | Oklahoma City Blazers |
| Ray Miron Cup Gewinner der Central-Hockey-League-Playoffs           | Tulsa Oilers          | Tulsa Oilers          |
| Adams Cup Bestes Team der regulären Saison                          | Oklahoma City Blazers | Oklahoma City Blazers |